# Leo Fender
Clarence Leonidas Fender (* 10. srpna 1909 – 21. března 1991) byl americký výrobce elektrických kytar a zakladatel Fender Electric Instrument Manufacturing Company, později známé jako Fender Musical Instruments Corporation; později založil též G&L Musical Products (G&L Guitars). Původně byl opravářem automobilových rádií, později se však začal zajímat o kytary.
Jeho návrhy kytar, baskytar a kytarových zesilovačů z roku 1950 dominovaly hudební scéně i o půl století později. Marshall a mnoho dalších společností na výrobu zesilovačů používaly nástroje Fender jako podklady pro své produkty. Fender a Les Paul jsou často označováni za dva nejvlivnější lidi v oboru vývoje elektrických hudebních nástrojů ve 20. století.
Fender sestrojil jeden z nejznámějších typů kytary – Stratocaster, který má 3 snímače single coil, mezi kterými lze přepínat pětipolohovým přepínačem (1. poloha — krkový snímač, 2. — kombinace krkového a středového snímače, 3. — středový, 4. — středový + kobylkový, 5. — kobylkový), je vybaven 3 potenciometry — 1. společná hlasitost pro všechny snímače, 2. — tónová clona pro středový snímač a 3. — tónová clona pro krkový snímač, na rozdíl od typu Les Paul, který má hlasitost a tónovou clonu pro každý snímač zvlášť.